# 埃里曼索斯
埃里曼索斯（希臘語：Ερύμανθος）是希腊西希腊大区阿哈伊亚专区的市镇，行政中心为哈兰兹里察镇。市镇面积为582.1平方公里，2021年人口数量为8,211人。市镇名字源自埃里曼索斯山。
此市镇设立于2011年地方政府改革中，由原4个市镇合并而成，原市镇则成为新市镇的4个市区。